# Jan Krauze (poseł)
Jan Krauze, Jan Krause (ur. w 1810 w Brodach) – nauczyciel, poseł na Sejm Ustawodawczy w Kromieryżu.
Syn kupca. Absolwent liceum jezuickiego w Tarnopolu. Ukończył dwa lata studiów prawniczych na uniw. we Lwowie. Pracował jako nauczyciel prywatny w domach szlacheckich w pow. jarosławskim.
Aktywny politycznie w okresie Wiosny Ludów. Poseł do Sejmu Konstytucyjnego w Wiedniu i Kromieryżu (10 lipca 1848 – 7 marca 1849), wybrany 19 czerwca 1848 w galicyjskim okręgu wyborczym Jarosław. W parlamencie należał do „Stowarzyszenia” skupiającego demokratycznych posłów polskich. W październiku 1849 opuścił Galicję i udał się na emigrację od zachodniej Europy.